# Rusz Károly
Rusz Károly (19. század második fele) valószínűleg német származású fametsző, 1865 után számos hazai sajtótermék illusztrátora, portretistája.

## Életpályája
Életéről keveset tudunk. Elképzelhető, hogy lipcsei származású német művész volt. Annyi bizonyos, hogy a 19. század második felében Pesten tevékenykedett, ahol Mihalovics fametszőnél tanult. Karl August Riedel műhelyében is képezte magát, mint ahogy a xilográfusok második nemzedékének meghatározó alakjai, Huszka Lajos, valamint a hatvanas években igen tevékeny Haske Ferenc is. A korszak fametszői munkáinak színvonalát Révész Emese így jellemzi: A rajzolók vázlatait akadémikus képzettségű fametszők sokszorosították. Munkájuk nagy szakértelmet igényelt, a fametszetek végső soron nem a rajzolóművészek, hanem a fametszők kézjegyét őrzik.
Az 1850-es évek végétől fellendült az illusztrált folyóiratok iránti igény, s a fotóeljárás sokszorosításának elterjedéséig a jól képzett fametszők és litográfusok iránti igény sokszorosává nőtt.
Rusz Károly 1864-ben vált önállóvá. Hamarosan felfigyeltek fametsző intézetére, ahol  metszett arcképeket készített, angol stílusban. A kor neves litográfusaihoz (Pollák, Huszka, Haske) hasonlóan Rusz Károly is a korszak csaknem valamennyi képes újságjával kapcsolatban állt, a sajtóillusztrációk jelentős hányada az ő sokszorosító intézete köréből került ki, ahol segédeket is foglalkoztatott. Nála tanult többek között Buccarich Emil fametsző, az Osztrák-Magyar Monarchia írásban és képben című mongráfiasorozat jeles fametszője is.1865-től a Hazánk s a Külföld, a Vasárnapi Ujság, a Magyarország és a Nagyvilág című lapok illusztrációi készültek itt, Jankó János, Kelety Gusztáv, Greguss János, Marastoni József, Marastoni Antal és más művészek rajzai alapján. Sok portrét metszett korábbi arcképek, illetve később fotófelvételek után, ahogy Tóth Ervin művészettörténész (1910–1999) írja: „Rusz Károly az arcképmetszésben ügyeskedik, angol modorban vésett rajzait megcsodálják, míg segédei kisebb igényű újságokat… naptárakat és tankönyveket látnak el illusztrációkkal… Rusz Károly pesti műhelyéből emelkedett ki, Munkácsy Mihály rajzai után készült falapjaival Morelli Gusztáv, első és utolsó nagy alakja a magyar műmás-xilografiának”.

## Műveiből

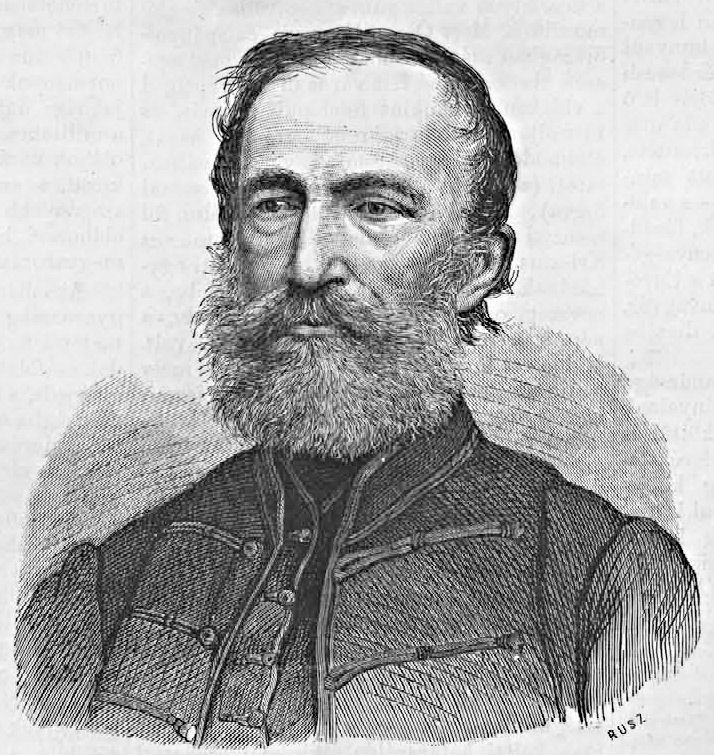
Arányi Lajos György
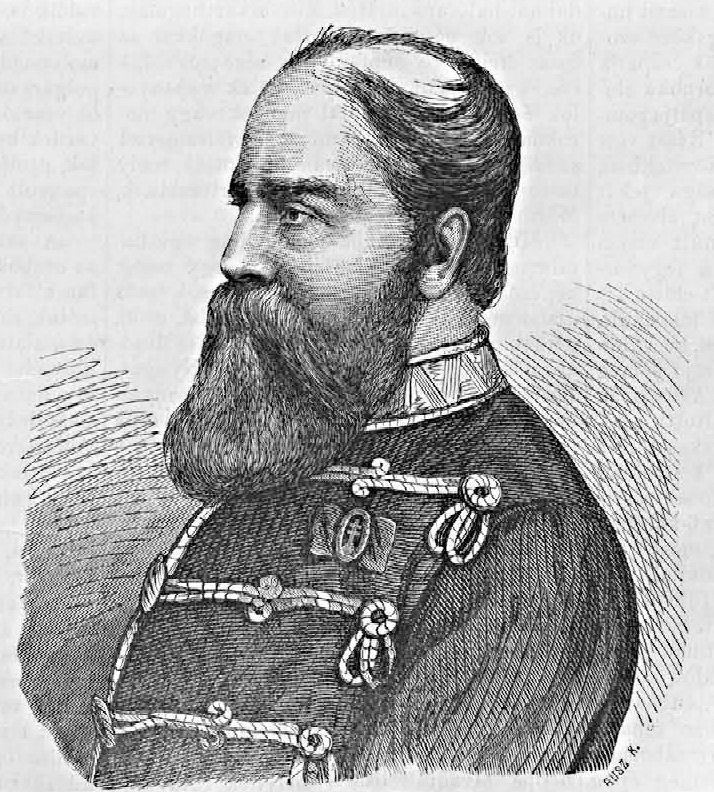
Dessewffy Arisztid
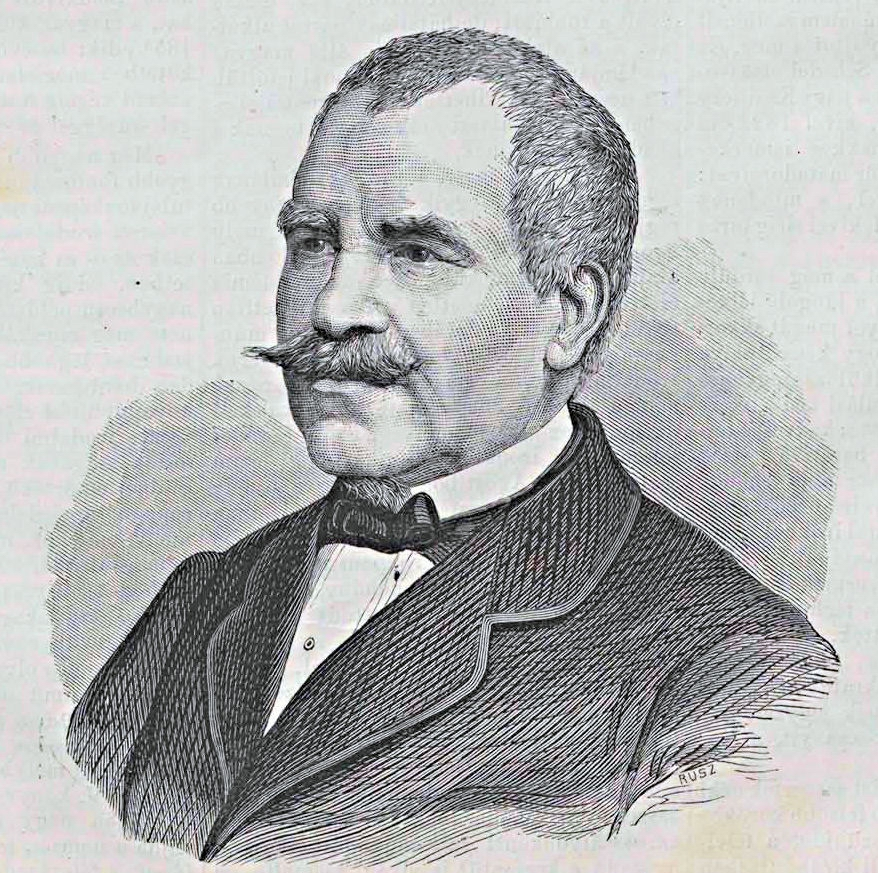
Toldy Ferenc
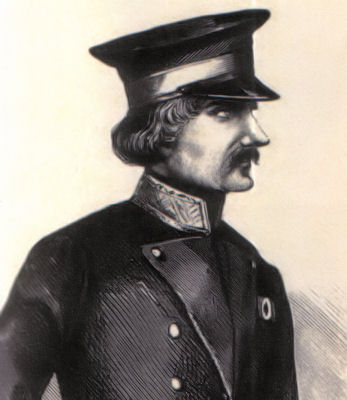
Józef Wysocki
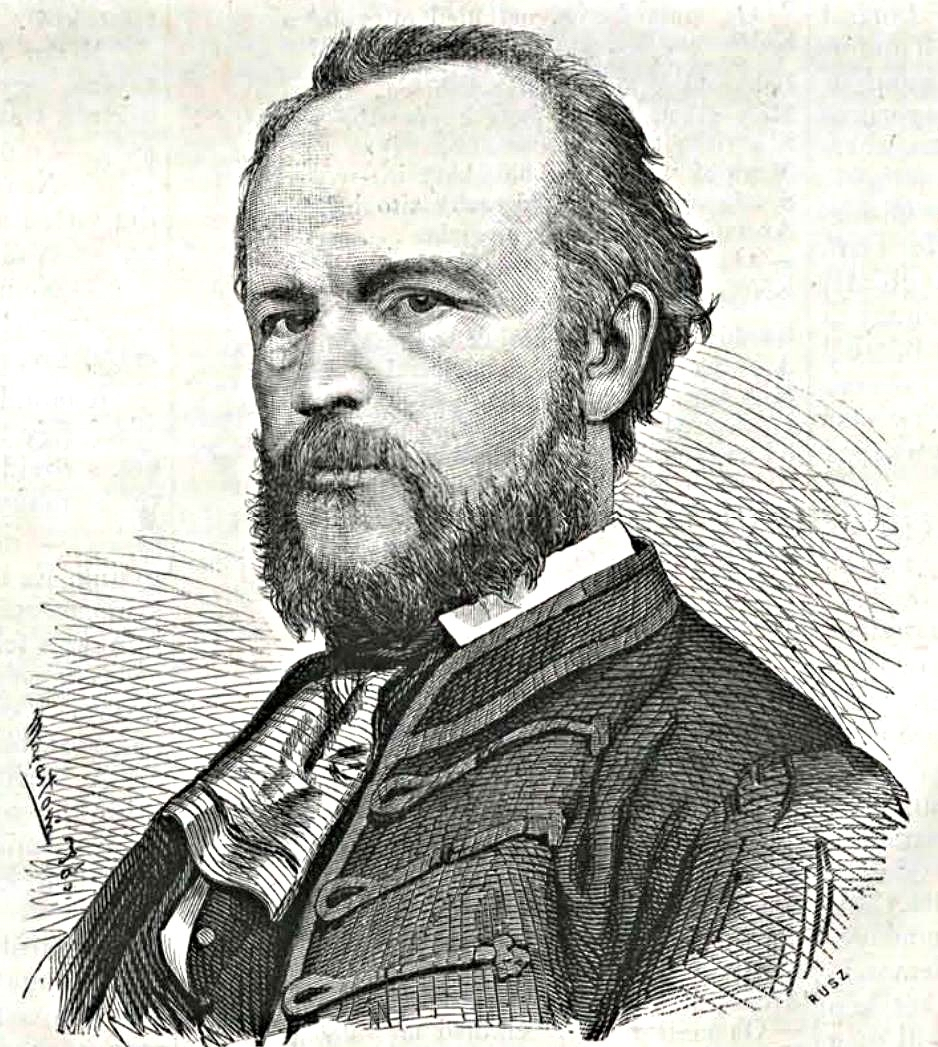
Than Mór

### Egyéb arcképeiből
- Balogh Pál
- Bercsényi Miklós
- Czuczor Gergely
- Deák Ferenc
- Esze Tamás
- Greguss Ágost
- Horváth Mihály
- Thern Károly
- Tóth Ágoston Rafael